# Antonio Delgado y Hernández
Antonio Delgado y Hernández (Sevilla, 1805 - Bollullos Par del Condado, 1879) fou un historiador i polític espanyol, acadèmic de la Reial Acadèmia de la Història.

## Biografia
Era fill de Francisco Xavier Delgado, primer alcalde constitucional de Sevilla en 1822. Es llicencià en dret a la Universitat de Sevilla i en 1828 començà a estudiar les inscripcions romanes amb el seu pare. En 1834 començà a treballar per a la Diputació de Huelva com a Subtinent de la Milícia Nacional de Trigueros i capità de la de Huelva. En 1837 fou nomenat Jutge de fets per al coneixement dels delictes d'impremta i en 1840 Censor de teatres de la capital i, vicepresident de la Comissió de Monuments històrics de la província.
En 1845 es traslladà a Madrid, on fou nomenat Auxiliar del Consell Reial, en 1851 major de la Secció de Governació i Foment i en 1856 secretari interí del Consell d'Estat. En 1847 fou escollit acadèmic de la Reial Acadèmia de la Història i antiquari perpetu del seu Gabinet d'Antiguitats de 1848 a 1867. Des de 1846 era membre de la Real Sociedad Económica Matritense de Amigos del País i des de 1847 de la Societat Arqueològica Tarraconense.
Fou elegit diputat a les Corts Espanyoles per Aracena en 1857 i 1858. D'antuvi fou membre del Partit Moderat, però després es passà a la Unió Liberal. En 1858 fou nomenat catedràtic d'Epigrafia, Geografia Antiga i Àrab a l'Escola Superior de Diplomàtica, de la que en fou director de 1860 a 1866.
En 1865 deixà Madrid i tornà a Sevilla. D'allí marxà a Bollullos Par del Condado, poble del seu pare, on fou escollit alcalde en 1875 i on va morir en 1879.

## Obres
- Memoria histórico-crítica sobre el gran disco de Theodosio encontrado en Almendralejo, leída en la RAH por su anticuario en la junta ordinaria de 9 de septiembre de 1848 (Madrid, 1849)
- Estudios de Numismática Arábigo -Hispana
- Nuevo Método de clasificación de las medallas autónomas de España (Sevilla, 1871-1876)